# Cyclophyllum lordbergense
Cyclophyllum lordbergense är en måreväxtart som beskrevs av Aaron Paul Davis. Cyclophyllum lordbergense ingår i släktet Cyclophyllum och familjen måreväxter. Inga underarter finns listade i Catalogue of Life.